# Hieronyma alchorneoides
Hieronyma alchorneoides är en emblikaväxtart som beskrevs av Allemao. Hieronyma alchorneoides ingår i släktet Hieronyma och familjen emblikaväxter.

## Underarter
Arten delas in i följande underarter:
- H. a. alchorneoides
- H. a. stipulosa